# Sokelle (Pouma)
Sokelle est un village situé dans l'arrondissement de Pouma au Cameroun, dirigé par un chef de 3e degré et subdivisé en 2 petits villages : Sokelle 1 et 2[réf. nécessaire].